# 什钱夫
什钱夫（羅曼什語發音：[ʃtɕaɱf] ⓘ）是瑞士格勞賓登州的一个市镇。